# Hrabstwo Franklin (Waszyngton)
Hrabstwo Franklin (ang. Franklin County) – hrabstwo w stanie Waszyngton w Stanach Zjednoczonych. Hrabstwo zajmuje powierzchnię całkowitą 1265,35 mil² (3277,24 km²). Według szacunków United States Census Bureau w roku 2009 miało 77 355 mieszkańców. Jego siedzibą jest Pasco.
Hrabstwo zostało nazwane na cześć Benjamina Franklina. Obszar wydzielono z hrabstwa Whitman 28 listopada 1883 r.

## Miasta
- Connell
- Kahlotus
- Mesa
- Pasco

## CDP
- Basin City
- West Pasco